# Constante cosmológica

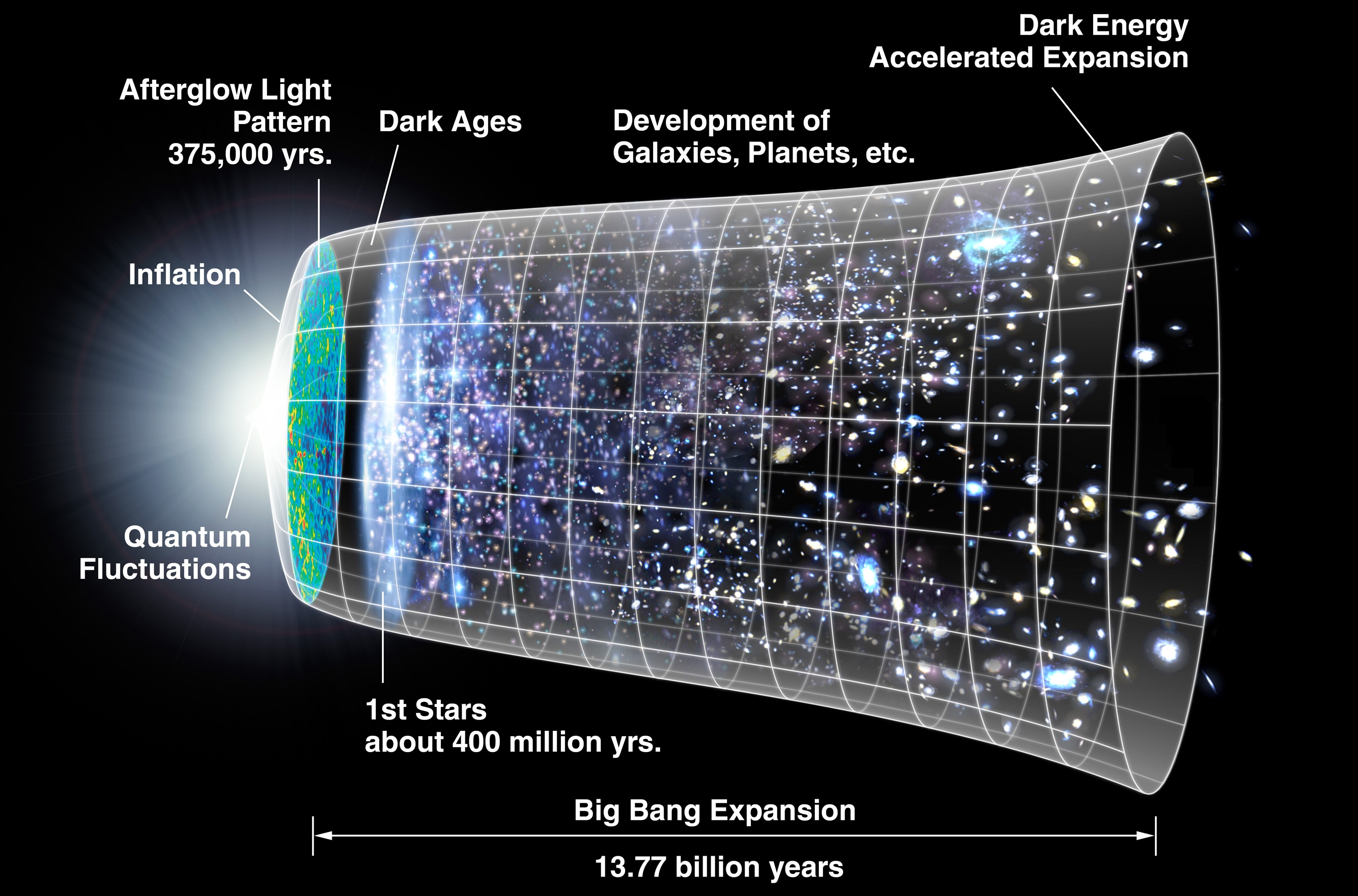
Esboço (em inglês) da linha do tempo do Universo no modelo de matéria escura fria Λ (M.E.F.Λ). A expansão acelerada no último terço da linha do tempo representa a era dominada pela energia escura.

Na cosmologia, a constante cosmológica (geralmente denotada pela letra maiúscula grega lambda: Λ), alternativamente chamada de constante cosmológica de Einstein, é o coeficiente constante de um termo que Albert Einstein adicionou temporariamente às suas equações de campo da relatividade geral. Mais tarde, ele o removeu. Muito mais tarde, foi revivido e reinterpretado como a densidade de energia do espaço, ou energia do vácuo, que surge na mecânica quântica. Está intimamente associado ao conceito de energia escura.
Einstein originalmente introduziu a constante em 1917 para contrabalançar o efeito da gravidade e alcançar um universo estático, uma noção que era a visão aceita na época. A constante cosmológica de Einstein foi abandonada após a confirmação de Edwin Hubble de que o universo estava se expandindo. Da década de 1930 até o final da década de 1990, a maioria dos físicos concordou com a escolha de Einstein de definir a constante cosmológica como zero. Isso mudou com a descoberta em 1998 de que a expansão do universo está se acelerando, o que implica que a constante cosmológica pode ter um valor positivo.
Desde a década de 1990, estudos têm mostrado que, assumindo o princípio cosmológico, cerca de 68% da densidade de massa – energia do universo pode ser atribuída à chamada energia escura. A constante cosmológica Λ é a explicação mais simples possível para a energia escura e é usada no atual modelo padrão de cosmologia conhecido como modelo de matéria escura fria Λ (M.E.F.Λ).
De acordo com a Teoria quântica de campos (T.Q.C.), que fundamenta a física de partículas moderna, o espaço vazio é definido pelo estado de vácuo, que é composto por uma coleção de campos quânticos. Todos esses campos quânticos exibem flutuações em seu estado fundamental (menor densidade de energia) decorrentes da energia do ponto zero presente em todo o espaço. Essas flutuações do ponto zero deveriam atuar como uma contribuição para a constante cosmológica Λ, mas quando os cálculos são realizados, essas flutuações dão origem a uma enorme energia de vácuo. A discrepância entre a energia de vácuo teorizada da teoria quântica de campos e a energia de vácuo observada da cosmologia é uma fonte de grande controvérsia, com os valores previstos excedendo a observação em cerca de 120 ordens de magnitude, uma discrepância que foi chamada de "a pior previsão teórica da história da física!". Esta questão é chamada de problema da constante cosmológica e é um dos maiores mistérios da ciência, com muitos físicos acreditando que "o vácuo contém a chave para uma compreensão completa da natureza".

## História
Einstein incluiu a constante cosmológica como um termo em suas equações de campo para a relatividade geral porque estava insatisfeito com o fato de que, caso contrário, suas equações não permitiriam um universo estático: a gravidade faria com que um universo que inicialmente não estava em expansão se contraísse. Para neutralizar essa possibilidade, Einstein adicionou a constante cosmológica. No entanto, logo depois que Einstein desenvolveu sua teoria estática, as observações de Edwin Hubble indicaram que o universo parece estar se expandindo; isso era consistente com uma solução cosmológica para as equações originais da relatividade geral que haviam sido encontradas pelo matemático Friedmann, trabalhando nas equações de Einstein da relatividade geral. Einstein teria se referido ao seu fracasso em aceitar a validação de suas equações – quando elas haviam previsto a expansão do universo em teoria, antes de ser demonstrada na observação do desvio para o vermelho cosmológico – como seu "maior erro".
Descobriu-se que adicionar a constante cosmológica às equações de Einstein não leva a um universo estático em equilíbrio porque o equilíbrio é instável: se o universo se expande ligeiramente, a expansão libera energia de vácuo, que causa ainda mais expansão. Da mesma forma, um universo que se contrai levemente continuará se contraindo.
No entanto, a constante cosmológica permaneceu um assunto de interesse teórico e empírico. Empiricamente, os dados cosmológicos das últimas décadas sugerem fortemente que nosso universo tem uma constante cosmológica positiva. A explicação desse valor pequeno, mas positivo, é um desafio teórico remanescente, o chamado problema da constante cosmológica.
Algumas generalizações iniciais da teoria gravitacional de Einstein, conhecidas como teorias clássicas de campo unificadas [en], introduziram uma constante cosmológica em bases teóricas ou descobriram que ela surgiu naturalmente da matemática. Por exemplo, Arthur Eddington afirmou que a versão da constante cosmológica da equação de campo do vácuo expressava a propriedade "epistemológica" de que o universo é "automedido", e a teoria puramente afim de Erwin Schrödinger usando um princípio variacional [en] simples produziu a equação de campo com um termo cosmológico.

## Sequência de eventos (1915–1998)
- Em 1915, Einstein publica suas equações da relatividade geral, sem uma constante cosmológica Λ.
- Em 1917, Einstein acrescenta o parâmetro Λ às suas equações quando percebe que sua teoria implica um universo dinâmico para o qual o espaço é uma função do tempo. Ele então dá a essa constante um valor que faz com que seu modelo de Universo permaneça estático e eterno (universo estático de Einstein).
- Em 1922, o físico russo Alexander Friedmann mostra matematicamente que as equações de Einstein (qualquer que seja Λ) permanecem válidas em um universo dinâmico.
- Em 1927, o astrofísico belga Georges Lemaître mostra que o Universo está se expandindo combinando a relatividade geral com observações astronômicas, as de Hubble em particular.
- Em 1931, Einstein aceita a teoria de um universo em expansão e propõe, em 1932 com o físico e astrônomo holandês Willem de Sitter, um modelo de um Universo em expansão contínua com constante cosmológica zero (espaço-tempo de Einstein – de Sitter).
- Em 1998, duas equipes de astrofísicos, uma liderada por Saul Perlmutter, a outra liderada por Brian Schmidt e Adam Riess, realizaram medições em supernovas distantes que mostraram que a velocidade da recessão das galáxias em relação à Via Láctea aumenta com o tempo. O universo está em expansão acelerada, o que requer um valor de Λ estritamente positivo. O universo conteria uma misteriosa energia escura produzindo uma força repulsiva que contrabalança a frenagem gravitacional produzida pela matéria contida no universo (ver Modelo cosmológico padrão). Por este trabalho, Perlmutter, Schmidt e Riess receberam, em conjunto, o Prêmio Nobel de física em 2011.

## Equação

Proporções estimadas (em inglês) de matéria escura e energia escura (que pode ser a constante cosmológica) no universo. De acordo com as teorias atuais da física, a energia escura agora domina como a maior fonte de energia do universo, em contraste com épocas anteriores, quando era insignificante.

A constante cosmológica Λ aparece nas equações de campo de Einstein na forma
{\displaystyle R_{\mu \nu }-{\tfrac {1}{2}}R\,g_{\mu \nu }+\Lambda g_{\mu \nu }=\kappa T_{\mu \nu },}
onde o tensor de Ricci Rμν, a escalar de Ricci R e o tensor métrico [en] gμν descrevem a estrutura do espaço-tempo, o tensor de tensão–energia Tμν descreve a densidade de energia, a densidade de momento e a tensão naquele ponto no espaço-tempo, e κ = 8πG/c4. A constante gravitacional G e a velocidade da luz c são constantes universais. Quando Λ é zero, isso se reduz à equação de campo da relatividade geral geralmente usada no século XX. Quando Tμν é zero, a equação de campo descreve o espaço vazio (um vácuo).
A constante cosmológica tem o mesmo efeito que uma densidade de energia intrínseca do vácuo, ρvac (e uma pressão associada). Nesse contexto, é comumente movido para o lado direito da equação usando Λ = κρvac. É comum citar valores de densidade de energia diretamente, embora ainda usando o nome "constante cosmológica". A dimensão de Λ é geralmente entendida como comprimento−2.
Usando os valores conhecidos em 2018 e as unidades de Planck para ΩΛ = 0,6889±0,0056 e a constante de Hubble H0 = 67,66±0,42 (km/s)/Mpc = (2,1927664±0,0136)×10−18 s−1, Λ tem o valor de
{\displaystyle {\begin{aligned}\Lambda =3\,\left({\frac {\,H_{0}\,}{c}}\right)^{2}\Omega _{\Lambda }&=1,1056\times 10^{-52}\ {\text{m}}^{-2}\\&=2,888\times 10^{-122}\,l_{\text{P}}^{-2}\end{aligned}}}
onde {\displaystyle l_{\text{P}}} é o comprimento de Planck. Uma densidade de energia de vácuo positiva resultante de uma constante cosmológica implica uma pressão negativa e vice-versa. Se a densidade de energia for positiva, a pressão negativa associada conduzirá a uma expansão acelerada do universo, conforme observado. (Ver Energia escura e Inflação cósmica para mais detalhes.)

### ΩΛ(ômega sub lambda)
Em vez da própria constante cosmológica, os cosmólogos geralmente se referem à razão entre a densidade de energia devido à constante cosmológica e a densidade crítica do universo, o ponto de inflexão para uma densidade suficiente para impedir que o universo se expanda para sempre. Essa razão geralmente é denotada por ΩΛ e é estimada em 0,6889±0,0056, de acordo com resultados publicados pela Colaboração Planck [en] em 2018.
Em um universo plano, ΩΛ é a fração da energia do universo devida à constante cosmológica, ou seja, o que chamaríamos intuitivamente de fração do universo que é formada por energia escura. Observe que esse valor muda com o tempo: a densidade crítica muda com o tempo cosmológico [en], mas a densidade de energia devido à constante cosmológica permanece inalterada ao longo da história do universo, porque a quantidade de energia escura aumenta à medida que o universo cresce, mas a quantidade de matéria não.

### Equação de estado
Outra razão que é usada pelos cientistas é a equação de estado, geralmente denotada w, que é a razão da pressão que a energia escura coloca no universo para a energia por unidade de volume. Essa razão é w = −1 para a constante cosmológica usada nas equações de Einstein; formas alternativas de variação de tempo de energia de vácuo, como a quintessência, geralmente usam um valor diferente. O valor w = −1,028±0,032, medido pela Colaboração Planck (2018) é consistente com −1, assumindo que w não muda ao longo do tempo cósmico.

## Valor positivo

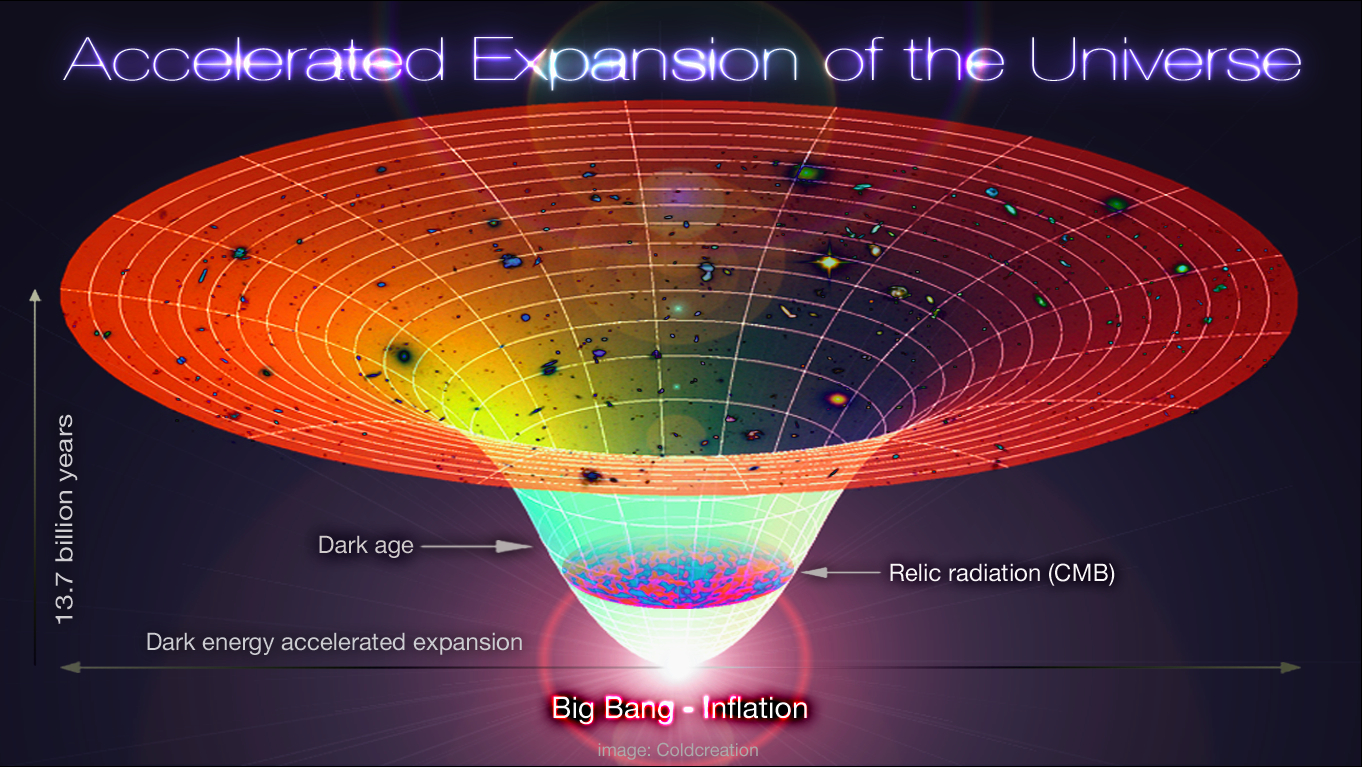
M.E.F. lambda, expansão acelerada do universo. A linha do tempo neste diagrama esquemático (em inglês) se estende desde o Big bang/a era da inflação 13,7 bilhões de anos atrás até o tempo cosmológico atual.

Observações anunciadas em 1998 da relação distância – desvio para o vermelho para supernovas do tipo Ia indicaram que a expansão do universo está se acelerando, se assumirmos o princípio cosmológico. Quando combinados com medições da radiação cósmica de fundo, estas implicaram um valor de ΩΛ ≈ 0,7, um resultado que foi apoiado e refinado por medições mais recentes (assim como trabalhos anteriores). Se alguém assumir o princípio cosmológico, como no caso de todos os modelos que usam a métrica de Friedmann–Lemaître–Robertson–Walker, embora existam outras causas possíveis de um universo em aceleração, como a quintessência, a constante cosmológica é, em muitos aspectos, a solução mais simples. Assim, o modelo de matéria escura fria lambda (M.E.F.Λ), o atual modelo padrão de cosmologia que usa a métrica de F.L.R.W., inclui a constante cosmológica, que é medida como sendo da ordem de 10−52 m−2. Pode ser expresso como 10−35 s−2 (por multiplicação com c2, ou seja, ≈1017 m⋅s−2) ou como 10−122 ℓP−2 (onde ℓP é o comprimento de Planck). O valor é baseado em medições recentes da densidade de energia do vácuo, ρvac = 5,96×10−27 kg/m3 ≘ 5,3566×10−10 J/m3 = 3,35 GeV/m3. No entanto, devido à tensão de Hubble [en] e ao dipolo do fundo cósmico de micro-ondas (F.C.M.) [en], recentemente foi proposto que o princípio cosmológico não é mais verdadeiro no universo tardio e que a métrica de F.L.R.W. falha, então é possível que as observações geralmente atribuídas a um universo em aceleração são simplesmente o resultado do princípio cosmológico não aplicado no universo tardio.
Como foi visto apenas recentemente, pelos trabalhos de 't Hooft, Susskind e outros, uma constante cosmológica positiva tem consequências surpreendentes, como uma entropia máxima finita do universo observável (ver Princípio holográfico).

## Previsões

### Teoria quântica de campos
Por que a energia de ponto zero do vácuo quântico não causa uma grande constante cosmológica? O que a anula?
Um grande problema pendente é que a maioria das teorias quânticas de campos prevê um valor enorme para o vácuo quântico. Uma suposição comum é que o vácuo quântico é equivalente à constante cosmológica. Embora não exista nenhuma teoria que suporte essa suposição, argumentos podem ser feitos a seu favor.
Tais argumentos são geralmente baseados na análise dimensional e na teoria de campo efetiva [en]. Se o universo é descrito por uma teoria de campo quântico local eficaz até a escala de Planck, então esperaríamos uma constante cosmológica da ordem de {\displaystyle M_{\rm {pl}}^{2}} ({\displaystyle 1} em unidades Planck reduzidas). Conforme observado acima, a constante cosmológica medida é menor do que isso por um fator de ~ 10120. Essa discrepância foi chamada de "a pior previsão teórica da história da física".
Algumas teorias supersimétricas requerem uma constante cosmológica que seja exatamente zero, o que complica ainda mais as coisas. Este é o problema da constante cosmológica, o pior problema de ajuste fino na Física: não existe uma maneira natural conhecida de derivar a minúscula constante cosmológica usada na cosmologia a partir da física de partículas.
Nenhum vácuo na paisagem da teoria das cordas [en] é conhecido por apoiar uma constante cosmológica metaestável e positiva e, em 2018, um grupo de quatro físicos apresentou uma conjectura controversa que implicaria que al universo não existe t.

### Princípio antrópico
Uma possível explicação para o valor pequeno, mas diferente de zero, foi observada por Steven Weinberg (em 1987) seguindo o princípio antrópico. Weinberg explica que se a energia do vácuo assumisse valores diferentes em diferentes domínios do universo, então os observadores necessariamente mediriam valores semelhantes aos observados: a formação de estruturas de suporte à vida seria suprimida em domínios onde a energia do vácuo é muito maior. Especificamente, se a energia do vácuo for negativa e seu valor absoluto for substancialmente maior do que parece ser no universo observado (digamos, um fator de 10 vezes maior), mantendo todas as outras variáveis (por exemplo, densidade da matéria) constantes, isso significaria que o universo é fechado; além disso, seu tempo de vida seria menor do que a idade do nosso universo, possivelmente muito curto para a formação de vida inteligente. Por outro lado, um universo com uma grande constante cosmológica positiva se expandiria muito rápido, impedindo a formação de galáxias. Segundo Weinberg, os domínios onde a energia do vácuo é compatível com a vida seriam comparativamente raros. Usando esse argumento, Weinberg previu que a constante cosmológica teria um valor inferior a cem vezes o valor atualmente aceito. Em 1992, Weinberg refinou esta previsão da constante cosmológica para 5 a 10 vezes a densidade da matéria.
Este argumento depende da densidade de energia do vácuo ser constante ao longo do espaço-tempo, como seria de se esperar se a energia escura fosse a constante cosmológica. Não há evidências de que a energia do vácuo varie, mas pode ser o caso se, por exemplo, a energia do vácuo for (mesmo em parte) o potencial de um campo escalar como o ínflaton residual (ver também [[Quintessência|Quintessência]]). Outra abordagem teórica que trata do assunto é a das teorias do multiverso, que preveem um grande número de universos "paralelos" com diferentes leis da Física e/ou valores de constantes fundamentais. Novamente, o princípio antrópico afirma que só podemos viver em um dos universos que seja compatível com alguma forma de vida inteligente. Os críticos afirmam que essas teorias, quando usadas como explicação para o ajuste fino, cometem a falácia do apostador inversa [en].
Em 1995, o argumento de Weinberg foi refinado por Alexander Vilenkin [en] para prever um valor para a constante cosmológica que era apenas dez vezes a densidade da matéria, ou seja, cerca de três vezes o valor atual desde então determinado.

### Falha em detectar energia escura
Uma tentativa de diretamente observar e relacionar quanta ou campos como a teoria symmetron [en] ou partícula camaleônica [en] com a energia escura, em um ambiente de laboratório, falhou em detectar uma nova força.Uma tentativa de observar diretamente a energia escura em um laboratório falhou em detectar uma nova força. Inferir a presença de energia escura por meio de sua interação com bárions na radiação cósmica de fundo também levou a um resultado negativo, embora as análises atuais tenham sido derivadas apenas no regime de perturbação linear. Também é possível que a dificuldade em detectar a energia escura se deva ao fato de que a constante cosmológica descreve uma interação conhecida existente (por exemplo, campo eletromagnético).

#### Literatura primária
- Baker, J. C.; Grainge, K.; Hobson, M.P.; Jones, M.E.; Kneissl, R.; Lasenby, A.N.; O'Sullivan, C.M. M.; Pooley, G.; Rocha, G.; Saunders, R.; Scott, P.F.; Waldram, E.M.;  et al. (1999). «Detection of cosmic microwave background structure in a second field with the cosmic anisotropy telescope» [Detecção da estrutura cósmica de fundo em micro-ondas em um segundo campo com o telescópio de anisotropia cósmica]. Monthly notices of the Royal astronomical society (em inglês). 308 (4): 1173–1178. Bibcode:1999MNRAS.308.1173B. ISSN 0035-8711. arXiv:astro-ph/9904415. doi:10.1046/j.1365-8711.1999.02829.x
- Dyson, L.; Kleban, M.; Susskind, L. (2002). «Disturbing implications of a cosmological constant» [Implicações perturbadoras de uma constante cosmológica]. Journal of high energy physics (em inglês). 2002 (10). 011 páginas. Bibcode:2002JHEP...10..011D. ISSN 1029-8479. arXiv:hep-th/0208013. doi:10.1088/1126-6708/2002/10/011
- Einstein, A. (1917). «Kosmologische betrachtungen zur allgemeinen relativitätstheorie» [Considerações cosmológicas sobre a teoria da relatividade geral]. Berlim, Alemanha. Sitzungsberichte der Königlich Preußischen akademie der wissenschaften. parte 1: 142–152. Bibcode:1917SPAW.......142E. Consultado em 15 de novembro de 2014. Arquivado do original em 21 de março de 2019
- Gamow, G. (1956). «The evolutionary universe» [O universo evolucionário]. Scientific american (em inglês). 195 (3): 136–156. Bibcode:1956SciAm.195c.136G. JSTOR 24941749. doi:10.1038/scientificamerican0956-136
- Gamow, G. (1970). My world line: An informal autobiography [Minha linha de mundo: Uma autobiografia informal] (em inglês). Nova Iorque, NY: Viking press. ISBN 978-0-670-50376-6. LCCN 79094855. OCLC 70097
- Perlmutter, S.; Aldering, G.; Valle, M. Della; Deustua, S.; Ellis, R.S.; Fabbro, S.; Fruchter, A.; Goldhaber, G.; Groom, D.E.; Hook, I.M.; Kim, A.G.; Kim, M.Y.; Knop, R. A.; Lidman, C.; McMahon, R.G.; Nugent, P.; Pain, R.; Panagia, N.; Pennypacker, C. R.; Ruiz-Lapuente, P.; Schaefer, B.; Walton, N. (1998). «Discovery of a supernova explosion at half the age of the Universe» [Descoberta de uma explosão de supernova com metade da idade do Universo]. Nature (em inglês). 391 (6662): 51–54. Bibcode:1998Natur.391...51P. ISSN 0028-0836. arXiv:astro-ph/9712212. doi:10.1038/34124
- Perlmutter, S.; Aldering, G.; Goldhaber, G.; Knop, R.A.; Nugent, P.; Castro, P.G.; Deustua, S.; Fabbro, S.; Goobar, A.; Groom, D.E.; Hook, I.M.; Kim, A.G.; Kim, M.Y.; Lee, J.C.; Nunes, N.J.; Pain, R.; Pennypacker, C.R.; Quimby, R.; Lidman, C.; Ellis, R.S.; Irwin, M.; McMahon, R.G.; Ruiz-Lapuente, P.; Walton, N.; Schaefer, B.; Boyle, B.J.; Filippenko, A.V.; Matheson, T.; Fruchter, A.S.; Panagia, N.; Newberg, H.J.M.; Couch, W.J.; The supernova cosmology project (1999). «Measurements of Ω and Λ from 42 high-redshift supernovae» [Medições de Ω e Λ a partir de 42 supernovas de alto desvio para o vermelho]. The astrophysical journal (em inglês). 517 (2): 565–586. Bibcode:1999ApJ...517..565P. ISSN 0004-637X. arXiv:astro-ph/9812133. doi:10.1086/307221
- Riess, A.G.; Filippenko, A.V.; Challis, P.; Clocchiatti, A.; Diercks, A.; Garnavich, P.M.; Gilliland, R.L.; Hogan, C.J.; Jha, S.; Kirshner, R.P.; Leibundgut, B.; Phillips, M.M.; Reiss, D.; Schmidt, B.P.; Schommer, R.A.; Smith, R.C.; Spyromilio, J.; Stubbs, C.; Suntzeff, N.B.; Tonry, J. (1998). «Observational evidence from supernovae for an accelerating universe and a cosmological constant» [Evidências observacionais, a partir de supernovas, para um universo em aceleração e uma constante cosmológica]. The astronomical journal (em inglês). 116 (3): 1009–1038. Bibcode:1998AJ....116.1009R. ISSN 0004-6256. arXiv:astro-ph/9805201. doi:10.1086/300499
- Schmidt, B.P.; Suntzeff, N.B.; Phillips, M.M.; Schommer, R.A.; Clocchiatti, A.; Kirshner, R.P.; Garnavich, P.; Challis, P.; Leibundgut, B.; Spyromilio, J.; Riess, A.G.; Filippenko, A.V.; Hamuy, M.; Smith, R. C.; Hogan, C.; Stubbs, C.; Diercks, A.; Reiss, D.; Gilliland, R.; Tonry, J.; Maza, J.; Dressler, A.; Walsh, J.; Ciardullo, R. (1998). «The High-Z supernova search: Measuring cosmic deceleration and global curvature of the Universe using type Ia supernovae» [A busca de supernovas do High-Z: Medindo a desaceleração cósmica e a curvatura global do Universo usando supernovas do tipo Ia]. The astrophysical journal (em inglês). 507 (1): 46–63. Bibcode:1998ApJ...507...46S. ISSN 0004-637X. arXiv:astro-ph/9805200. doi:10.1086/306308
- The Planck collaboration (2016). «Resultados do Planck 2015 I. Visão geral dos resultados científicos e dos produtos». Astronomy & astrophysics (em inglês). 594: A1. Bibcode:2016A&A...594A...1P. arXiv:1502.01582. doi:10.1051/0004-6361/201527101
- Planck collaboration (2016). «Planck 2015 results. XIII. Cosmological parameters» [Resultados do Planck 2015. XIII. Parâmetros cosmológicos]. Astronomy & astrophysics (em inglês). 594: A13. Bibcode:2016A&A...594A..13P. ISSN 0004-6361. arXiv:1502.01589. doi:10.1051/0004-6361/201525830
- The Planck collaboration (2020). «Planck 2018 results. VI. Cosmological parameters» [Resultados do Planck 2018. VI. Parâmetros cosmológicos]. Astronomy & astrophysics (em inglês). 641: A6. Bibcode:2020A&A...641A...6P. arXiv:1807.06209. doi:10.1051/0004-6361/201833910
- Weinberg, S. (1987). «Anthropic bound on the cosmological constant» [Limite antrópico na constante cosmológica]. Physical review letters (em inglês). 59 (22): 2607–2610. Bibcode:1987PhRvL..59.2607W. PMID 10035596. doi:10.1103/PhysRevLett.59.2607

#### Literatura secundária: notícias, artigos científicos populares e livros
- Abbott, Larry (1988). «The mystery of the cosmological constant» [O mistério da constante cosmológica]. Scientific American (em inglês). 258 (5): 106–113. Bibcode:1988SciAm.258e.106A. ISSN 0036-8733. doi:10.1038/scientificamerican0588-106
- Barrow, J. D.; Webb, J. K. (2005). «Inconstant constants» [Constantes inconstantes] (PDF). Scientific American (em inglês). 292 (6): 56–63. Bibcode:2005SciAm.292f..56B. ISSN 0036-8733. PMID 15934653. doi:10.1038/scientificamerican0605-56. Cópia arquivada (PDF) em 9 de outubro de 2022
- Brumfiel, G. (2007). «A constant problem» [Um problema constante] (PDF). Nature (em inglês). 448 (7151): 245–248. Bibcode:2007Natur.448..245B. ISSN 0028-0836. PMID 17637631. doi:10.1038/448245a. Cópia arquivada (PDF) em 9 de outubro de 2022
- Davies, P. C. W. (1985). Superforce: The search for a grand unified theory of nature (em inglês). Nova Iorque: Simon & Schuster. ISBN 978-0-671-47685-4. LCCN 84005473. OCLC 12397205
- Hogan, J. (2007). «Welcome to the dark side» [Bem vindo ao lado escuro] (PDF). Nature (em inglês). 448 (7151): 240–245. Bibcode:2007Natur.448..240H. ISSN 0028-0836. PMID 17637630. doi:10.1038/448240a. Cópia arquivada (PDF) em 9 de outubro de 2022
- O'Raifeartaigh, C.; Mitton, S. (2018). «Einstein's "biggest blunder" – interrogating the legend» [O "maior erro" de Einstein – interrogar a lenda]. Physics in perspective (em inglês). 20 (4): 318–341. arXiv:1804.06768. doi:10.1007/s00016-018-0228-9
- Redd, N. T. (2013). «What is dark energy?» [O que é energia escura?]. space.com (em inglês). Consultado em 28 de outubro de 2018. Cópia arquivada em 19 de maio de 2016
- Rosen, R. J. (2013). «Einstein likely never said one of his most oft-quoted phrases» [Einstein provavelmente nunca disse uma de suas frases mais citadas]. theatlantic.com (em inglês). The Atlantic. Consultado em 6 de março de 2017. Cópia arquivada em 10 de agosto de 2013

#### Literatura secundária: artigos de revisão, monografias e livros didáticos
- Barrow, J. D.; Shaw, D. J. (2011). «The value of the cosmological constant» [O valor da constante cosmológica]. General relativity and gravitation (em inglês). 43 (10): 2555–2560. Bibcode:2011GReGr..43.2555B. ISSN 0001-7701. arXiv:1105.3105. doi:10.1007/s10714-011-1199-1
- Caldwell, R. R. (2002). «A phantom menace? Cosmological consequences of a dark energy component with super-negative equation of state» [Uma ameaça fantasma? Consequências cosmológicas de um componente de energia escura com equação de estado supernegativa]. Physics letters B (em inglês). 545 (1–2): 23–29. Bibcode:2002PhLB..545...23C. ISSN 0370-2693. arXiv:astro-ph/9908168. doi:10.1016/S0370-2693(02)02589-3
- Carroll, S. M.; Press, W. H.; Turner, E. L. (1992). «The cosmological constant» [A constante cosmológica] (PDF). Annual eeview of astronomy and astrophysics (em inglês). 30 (1): 499–542. Bibcode:1992ARA&A..30..499C. ISSN 0066-4146. PMC 5256042. PMID 28179856. doi:10.1146/annurev.aa.30.090192.002435. Cópia arquivada (PDF) em 9 de outubro de 2022
- Hobson, M. P.; Efstathiou, G. P.; Lasenby, A. N. (2006). General relativity: An introduction for physicists [Relatividade geral: uma introdução para físicos] (em inglês) 2014 ed. Cambridge: Cambridge university press. ISBN 978-0-521-82951-9. LCCN 2006277059. OCLC 903178203
- Joyce, A.; Jain, B.; Khoury, J.; Trodden, M. (2015). «Beyond the cosmological standard model» [Para além do modelo cosmológico padrão]. Physics reports (em inglês). 568: 1–98. Bibcode:2015PhR...568....1J. ISSN 0370-1573. arXiv:1407.0059. doi:10.1016/j.physrep.2014.12.002
- Peebles, P. J. E.; Ratra, B. (2003). «The cosmological constant and dark energy». Reviews of modern physics (em inglês). 75 (2): 559–606. Bibcode:2003RvMP...75..559P. ISSN 0034-6861. arXiv:astro-ph/0207347. doi:10.1103/RevModPhys.75.559
- Rugh, S; Zinkernagel, H. (2001). «The quantum vacuum and the cosmological constant problem» [O problema da constante cosmológica e o vácuo quântico]. Studies in history and philosophy of modern physics (em inglês). 33 (4): 663–705. Bibcode:2002SHPMP..33..663R. arXiv:hep-th/0012253. doi:10.1016/S1355-2198(02)00033-3
- Ryden, B. S. (2003). Introduction to cosmology [Introdução à cosmologia] (em inglês). San Francisco: Addison–Wesley. ISBN 978-0-8053-8912-8. LCCN 2002013176. OCLC 50478401
- Vilenkin, A. (2006). Many worlds in one: The search for other universes [Muitos mundos em um: A busca por outros universos] (em inglês). Nova Iorque: Hill and Wang. ISBN 978-0-8090-9523-0. LCCN 2005027057. OCLC 799428013
- Weinberg, S. (1989). «The cosmological constant problem» [O problema da constante cosmológica] (PDF). Reviews of modern physics (em inglês). 61 (1): 1 – 23. Bibcode:1989RvMP...61....1W. ISSN 0034-6861. doi:10.1103/RevModPhys.61.1. hdl:2152/61094. Cópia arquivada (PDF) em 9 de outubro de 2022
- Weinberg, S. (1992). Dreams of a final theory: The scientist's search for the ultimate laws of nature. (em inglês). Nova Iorque: Pantheon books. ISBN 978-0-679-74408-5. LCCN 93030534. OCLC 319776354
- Weinberg, S. (2015). Lectures on quantum mechanics [Aulas sobre mecânica quântica] (em inglês) 2ª ed. Cambridge: Cambridge university press. ISBN 978-1-107-11166-0. LCCN 2015021123. OCLC 910664598